# لا استرییا (انتیوکیا)
لا استرییا (انتیوکیا) (به اسپانیایی: La Estrella, Antioquia) یک سکونتگاه مسکونی در کلمبیا است که در بخش انتیوکیا واقع شده‌است.